# Star Wars: Battlefront II (відеогра, 2017)
Star Wars: Battlefront II — відеогра в жанрі шутера від першої особи з можливістю перемикатися на вигляд від третьої особи, створена за всесвітом «Зоряних воєн». Четверта гра серії Star Wars Battlefront, яка є продовженням попередньої частини. Battlefront II була розроблена шведською компанією EA DICE у співпраці з Criterion Games і Motive Studio і видана Electronic Arts для платформ Windows, PlayStation 4 і Xbox One 17 листопада 2017 року. У грі є як однокористувацькі, так і багатокористувацькі режими, і загалом містить більше вмісту, ніж її попередник. Однокористувацька кампанія гри розгортається між фільмами «Повернення джедая» та «Пробудження Сили» і слідує за оригінальним персонажем Айден Версіо, командиркою імперського спеціального загону, яка втікає до Нової Республіки після розчарування в тактиці Галактичної Імперії. Більша частина історії відбувається в останній рік Галактичної громадянської війни, перед остаточною поразкою Імперії в битві при Джакку.
Після виходу Battlefront II отримав неоднозначні відгуки від критиків, які хвалили багатокористувацький режим, ігровий процес, балансування, візуальні зображення та різноманітність, але критикували його режими для одного гравця, кампанію, мікротранзакції та систему прогресу. Гру також широко критикували через статус її лутбоксів, які могли б дати гравцям значні переваги в ігровому процесі, якщо їх придбати за реальні гроші. Відповідь команди спільноти EA на Reddit на цю тему стала єдиним коментарем з найбільшою кількістю голосів проти в історії сайту, зібравши понад 600 тисяч голосів проти. У відповідь EA вирішила видалити мікротранзакції з гри.
З моменту свого випуску гра отримала численні доповнення вмісту через безкоштовні оновлення назв, намагаючись відновити свою репутацію після запуску, що принесло велику кількість нових гравців. Ці оновлення завершилися 29 квітня 2020 року після того, як Electronic Arts дійшла висновку, що гра досягла бажаної кількості гравців і значно покращилася з моменту першого випуску. 5 грудня 2019 року було випущено видання Celebration Edition, яке включає всі ігрові косметичні опції.

## Ігровий процес

### Зміни в геймплеї
На відміну від попередньої частини в гру були додані 4 ігрових класи: Звичайний солдат, Важкий боєць, Офіцер і Спеціаліст. Кожен клас має свої унікальні здібності і переваги, свій вид зброї. Для Солдата це бластерні гвинтівки, для Важкого бійця — кулемет, у Офіцера це бластерний пістолет, а у Спеціаліста — снайперські гвинтівки. Зброю можна поліпшити, поставивши на неї різні модифікації (автоохолодження, іонні постріли і т.д). Була змінена система зоряних карт, тепер картки можуть поліпшити здібності героїв, транспорту, винищувачів, солдатів і підкріплень. У карт з'явилися рівні (їх всього 4). Покращувати карти можна за очки крафту, які випадають з контейнерів. Так само з нововведених контейнерів можна отримати: зброї, емоції, картки, скіни, кредити і очки крафту. Контейнери можна купити за кредити або використовуючи мікротранзакції. Крім цього на початку гри, деякі герої заблоковані і щоб їх відкрити, знадобляться кредити, які можна заробити, беручи участь в ігровому процесі. Також в грі з'явилася система очок. За зароблені очки можна прикликати підкріплення і героїв (при виклику підкріплення або героя очки витрачаються).

### Одиночна кампанія
Після відсутності в попередній частині, в гру повернулася одиночна кампанія. Вона починається під час подій Битви при планеті Явін за 30 років до подій фільму «Зоряні війни: Пробудження сили». Сюжет оповідає про долю Айден Версіо — командирки елітного імперського загону «Інферно», що залишилася вірною Імперії після загибелі Імператора. Мета загону — виконати останній наказ лорда ситхів, а саме почати операцію «Попіл», яка повинна покласти край існуванню Альянсу Повстанців. Беручи участь у всіх великомасштабних битвах після битви при Ендорі, вона зустрічає майже всіх головних героїв тієї епохи. Іден Версіо поступово починає втрачати віру в Імперію, тим часом спостерігаючи появу Верховного Порядку.

### Мультиплеєр
Star Wars Battlefront II містить 6 режимів і включає велику кількість техніки і зброї, а також можливість грати за персонажів, бійців і на планетах всіх трьох епох всесвіту: оригінальної трилогії, приквелів та сиквелів.
- Перевага — розмір загону обмежений 8 гравцями і для перемоги потрібно виконати бойові завдання.
- Сутичка — являє собою активні бої на маленьких картах.
- Битва зоряних винищувачів — дві команди в космосі намагаються знищити одна одну за допомогою різної літаючої техніки.
- Герої проти лиходіїв — командний бій 4 на 4 між героями і лиходіями всіх трьох епох всесвіту «Зоряних Воєн».
- Аркада — бій поодинці або з напарником проти бійців під управлінням штучного інтелекту.
- Галактична битва — масштабні командні битви в масштабах галактики.

## Розробка
10 травня 2016 року фінансовий директор ЕА Блейк Йоргенсен на нараді з інвесторами підтвердив, що гра Star Wars: Battlefront II знаходиться в розробці, а також заявив, що гра буде ґрунтуватися на контенті «з нових фільмів». Пізніше було доведено, що розробкою гри займеться студія EA DICE у співпраці з Motive Studio, і що в грі буде одиночна компанія.
Меттью Уебстер, виконавчий продюсер, в 15 квітня 2017 офіційно анонсував Star Wars Battlefront II на конференції Star Wars Celebration, заявивши, що гра вийде в усьому світі 17 листопада 2017 року. Бета-тестування Battlefront II почалося 4 жовтня, і було доступним для всіх гравців, які попередньо замовили гру. 6 жовтня бета-тестування стало відкритим, і продовжилося до 11 жовтня. 10-годинна пробна версія стала доступною для передплатників EA Access і Origin Access з 9 листопада.
25 липня 2017 року було випущено супутня новелізація гри, «Star Wars Battlefront II: Inferno Squad», за авторством Крісті Голден. Книга є приквелом до подій гри, і описує однойменний загін штурмовиків Імперії, який займається ліквідацією залишків повстанського осередку Со Геррери після подій фільму «Бунтар Один».
10 листопада 2017 року було анонсовано серія безкоштовного завантаження контенту, в яку входять планети Д'Кар і Крейт, і ігрові героїчні персонажі Фінн і Капітан Фазма. Дана серія завантаження контенту пов'язана з грудневим фільмом «Зоряні війни: Останні джедаї».

## Монетизація
Під час попереднього бета-тестування видавця гри, Electronic Arts, критикували гравці та ігрова преса за введення схеми монетизації у вигляді лутбоксів, яка дає гравцям істотні переваги в ігровому процесі шляхом придбання предметів за реальні гроші. Попри те, що такі предмети також можна придбати за ігрову валюту, гравці в середньому повинні грати протягом 40 годин, щоб розблокувати хоча б одного персонажа, такого як Дарт Вейдер. У відповідь на критику розробники скоригували кількість внутрішньоігрових предметів, які гравець отримує за гру. Однак, після того як частина гравців і ігрових журналістів отримала пре-релізну версію гри, вони повідомили про різні спірні особливості геймплею, таких як нагороди, не пов'язані з продуктивністю гравця в грі. Один гравець повідомив на «Реддіт» про те, що незважаючи на те, що він купив делюкс-видання гри, Дарт Вейдер залишився заблокований після 40 годин гри. У відповідь на негативну реакцію команда спільноти EA спробувала виправдати суперечливі зміни, сказавши, що 40-годинний ігровий час, необхідний для розблокування персонажів, або «гринд», повинен був дати користувачам відчуття «гордості й досягнення», і не є стимуляцією гравців купувати персонажів за справжні гроші. Коментар отримав дуже негативну реакцію і став найбільш негативно оціненим коментарем за всю історію «Реддіта». У відповідь на обурення спільноти, EA знизила вартість персонажів в кредитах на 75 %.
Бачачи явно виражене невдоволення ігровий громадськості ще невипущеною грою, правовласник франшизи за «Зоряними війнами» компанія Disney також висловила незадоволення застосуванням системи лутбоксів. Через цей скандал, дорогий проект напередодні виходу восьмого епізоду «Зоряних воєн» загрожував стати репутаційним провалом для всієї франшизи. Додатково до цього, на тлі скандалу, викликаного можливим зв'язком гри з азартними іграми, уряд Бельгії вирішив заборонити лутбокси на території країн Євросоюзу. За кілька годин до виходу гри EA ухвалило рішення тимчасово відключити систему лутбоксів.

## Сприйняття
| Агрегатор  | Оцінка                                 |
| ---------- | -------------------------------------- |
| Metacritic | (PS4) 68/100 (XONE) 69/100 (PC) 67/100 |

| Видання                   | Оцінка |
| ------------------------- | ------ |
| Destructoid               | 5/10   |
| Electronic Gaming Monthly | 7/10   |
| Game Informer             | 6.5/10 |
| GameRevolution            | [ 12 ] |
| GameSpot                  | 6/10   |
| GamesRadar+               | [ 14 ] |
| IGN                       | 6.5/10 |
| PC Gamer (США)            | 63/100 |

Згідно агрегатора Metacritic, Star Wars Battlefront II отримала в основному стримані і змішані відгуки серед ігрової преси — середній бал для платформи Windows склав 67 %. Розгромними виявилися призначені для користувача оцінки — 0,8 з 10, викликані невдоволенням користувачів скандалом навколо монетизації внутрішньоігрових предметів.
Критик GamesRadar, присудивши грі оцінку 4/5, похвалив її за мультиплеєр, але розкритикував нудну однокористувацьку кампанію. Це ж підтверджує оглядач GameRevolution з оцінкою 2,5 / 5, заявивши, що кампанія добре починається, але інтерес до неї з прогресом гри невблаганно падає. Також оглядач не обійшла стороною спірну політику мікротранзакцій і лутбоксів, використовуваних грою.